# جزيرة باجيرونغان الكبرى
جزيرة باجيرونغان الكبرى وهي جزيرة من جزر إندونيسيا، وتقع ضمن جزر كانغيان في إقليم جاوة الشرقية.